# Paul Herz (Rechtswissenschaftler)
Paul Herz (* 21. April 1854 auf Schloss Hackhausen; † 9. September 1930 in Berlin) war ein deutscher Jurist.

## Leben
Nach Gymnasialbesuch in Düsseldorf und Mühlhausen/Thüringen und Studium der Rechts- und Staatswissenschaften an den Universitäten Heidelberg, Leipzig und Berlin promovierte Herz 1876 in Göttingen. Nach Ablegung der Assessorprüfung wurde er 1881 Hilfsarbeiter bei der Kaiserlichen Admiralität und ab 1882 Stationsauditeur in Wilhelmshaven. 1886 erfolgte seine Ernennung zum kaiserlichen Justizrat und 1890 seine Berufung zum Professor für Völkerrecht an der Marineakademie in Kiel. Ab 1892 wirkte als Geheimer Admiralitätsrat und Vortragender Rat (Justitiar) im Reichsmarineamt und schließlich ab 1900 als Senatspräsident am Reichsmilitärgericht. Neben der Veröffentlichung militärrechtlicher Grundlagenwerke betätigte er sich als Mitherausgeber der Zeitschrift für die gesamte Strafrechtswissenschaft.
Er war ab 1884 verheiratet mit Johanna Lickfett (1858–1932). Seine letzte Ruhestätte fand er auf dem Südwestkirchhof Stahnsdorf.

## Schriften
- Militärgerichtsordnung für das Deutsche Reich vom 1. Dezember 1898 nebst Einführungsgesetz und Gesetz betr. die Dienstvergehen der richterlichen Militätjustizbeamten und die unfreiwillige Versetzung derselben in eine andere Stelle oder in den Ruhestand, Textausgabe mit Anmerkungen und Sachregister, Berlin 1899
- Militär-Strafgesetzbuch für das Deutsche Reich vom 20. Juli 1872, Textausgabe mit Anmerkungen und Sachregister, Berlin 1903 (mit Georg Ernst)
- Strafrecht der Militärpersonen: Handbuch der wesentlichen auf Militärpersonen anwendbaren materiellen und formellen Strafgesetze mit Anmerkungen und Sachregister, Berlin 1905 (mit Georg Ernst)
- Nachtrag zum Militär-Strafgesetzbuch, Berlin 1914 (erläuternde Ausgabe)